# Quercus macrolepis
Quercus macrolepis es una especie de roble perteneciente a la familia de las fagáceas. Está estrechamente relacionado con el roble cerris , clasificado con él en la Sección Cerris, una sección del género caracterizada por tener brotes rodeados de pelos suaves, con puntas de pelos en los lóbulos de la hoja, y las bellotas que maduran en unos 18 meses.
En The Plant List está considerada un sinónimo de Quercus ithaburensis subsp. macrolepis (Kotschy) Hedge & Yalt.

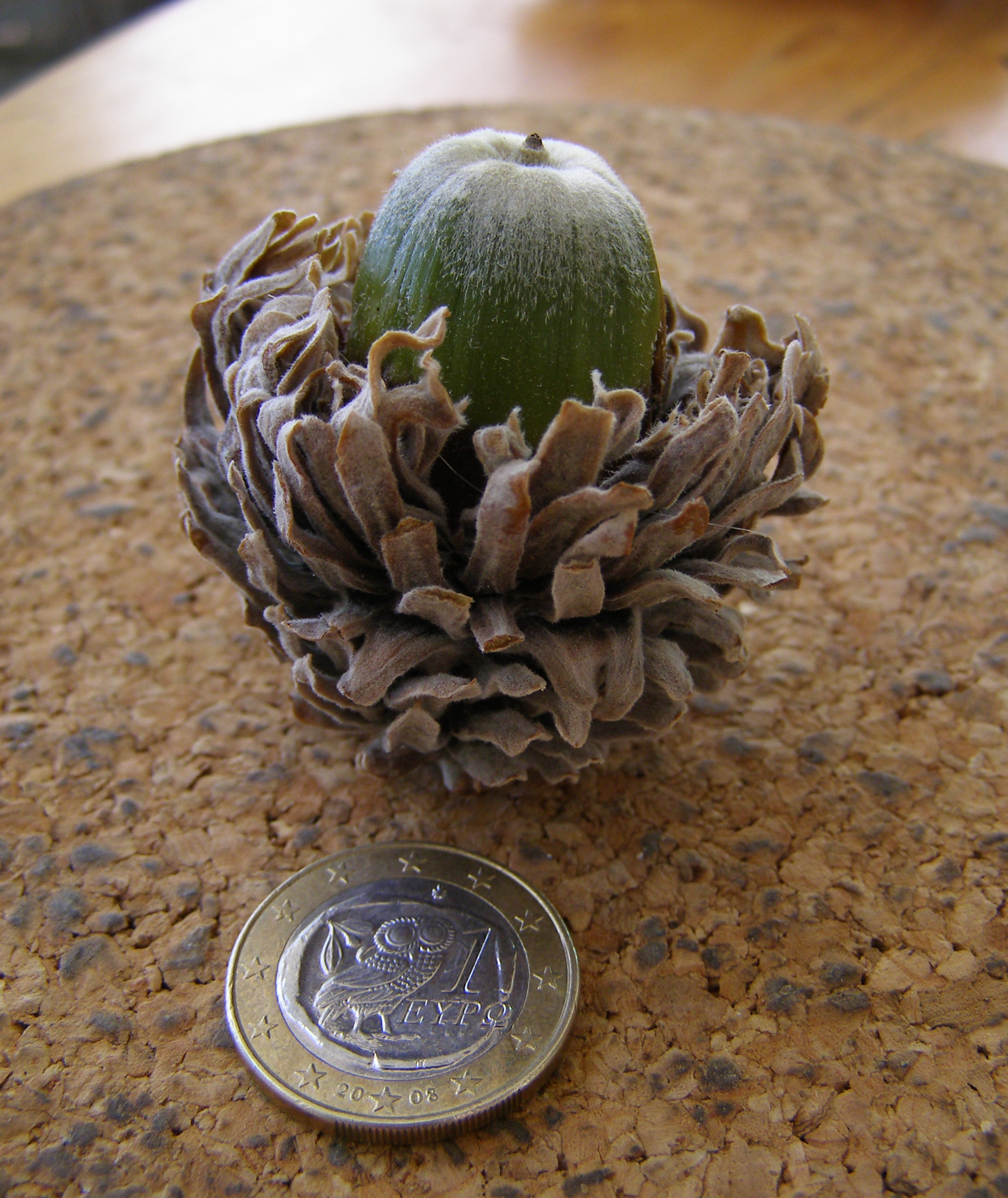
Bellota

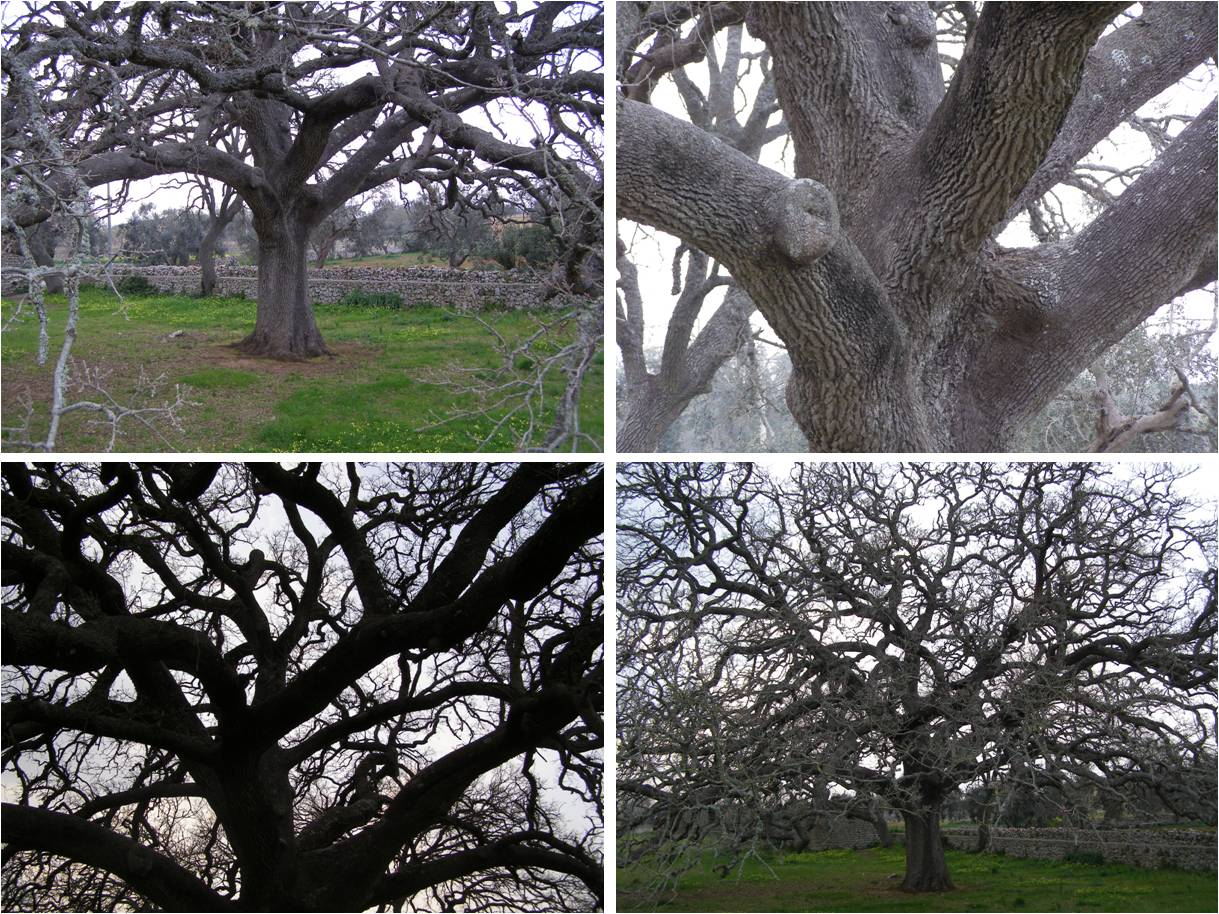
Varias vistas del árbol

## Distribución
Se encuentra al sur de la cuenca mediterránea, en los Balcanes, incluida las Islas griegas a Marruecos y al Asia Menor.

## Descripción
Tiene ramas separadas que forman una cabeza globular de pelos, de color marrón amarillento cuando es joven, y cuando son más viejas, son glabras, lisas y grises. Tiene flores monoicas que florecen en abril. El fruto es una sola bellota o en grupos de 2-3, grandes de 4 x 2 cm, que maduran en el segundo año y están protegidas por una cúpula semiesférica con grandes escamas.

## Usos
Las copas, conocidas como valonia, se utilizan para el curtido y para teñir igual que las bellotas verdes llamadas camata or camatina. Las bellotas maduras se comen crudas o cocidas.

## Taxonomía
Quercus macrolepis fue descrita por Theodor Kotschy y publicado en Die Eichen Europa's und des Orient's 16. 1860.
Etimología
Quercus: nombre genérico del latín que designaba igualmente al roble y a la encina.
macrolepis: epíteto formado con los étimos griegos μακροϛ (grande) y λεπíς (escama), que significa "gran escama", en referencia a las formaciones que recubren la cúpula de la bellota. 
Sinonimia
- Quercus aegilops L.
- Quercus agriobalanidea Papaioann.
- Quercus cretica Bald.
- Quercus echinata Lam.
- Quercus ehrenbergii Kotschy
- Quercus graeca Kotschy
- Quercus hypoleuca Kotschy ex A.DC.
- Quercus ithaburensis subsp. macrolepis (Kotschy) Hedge & Yalt.
- Quercus massana Ehrenb. ex Wenz.
- Quercus pyrami Kotschy
- Quercus ungeri Kotschy
- Quercus vallonea Kotschy
- Quercus vallonea A.DC.
- Quercus ventricosa Koehne[5][6]